# Rimsko gledališče (zgradba)
Na podobnost rimskih gledališč z grškimi je zelo vplivala antična Grčija in prvi rimski triumvirat s Pompejem Velikim. Na splošno so Grki v arhitekturi močno vplivali na Rimljane in zgradba gledališča ni bila nič drugačna od drugih stavb. Rimska gledališča so drugačna v tem, da so jih gradili na lastnih temeljih namesto del na brežini in so  popolnoma zaprta z vseh strani. Njihova zasnova je gledališče v Pompejih (Theatrum Pompeium), ki je bilo prvo stalno rimsko gledališče.

## Zgradba
Rimska gledališča so gradili po vsem cesarstvu, od Španije do Bližnjega vzhoda. Zaradi sposobnosti Rimljanov, da vplivajo na lokalno arhitekturo, so številna gledališča po svetu z edinstvenimi rimskimi atributi. 
Med gledališči in amfiteatri v antičnem Rimu so podobnosti. Izdelani so bili iz istega materiala, rimskega betona, in so bili prostori za javnost, čeprav sta to dve popolnoma različni zgradbi s posebnimi postavitvami, ki ustrezajo različnim dogodkom. Amfiteater ne potrebuje vrhunske akustike tako kot rimsko gledališče. Medtem ko je bil amfiteater namenjen dirkam in gladiatorskim prireditvam, je gledališče gostilo prireditve, kot so bili igre, pantomima, zborovsko petje in govore. Njihova polkrožna oblika krepi naravno akustiko v primerjavi z rimskimi amfiteatri, ki so bili zgrajeni v krogu.
Polkrožne stavbe so imele nekatere značilne arhitekturne elemente z manjšimi razlikami glede na regijo, v kateri so bile zgrajene:
- prednja skena je bila visoka zadnja stena odrskega nadstropja, podprta s stebri;
- proskenij je bil zid, ki je podpiral sprednji del odra z bogato okrašenimi nišami ob straneh;
- helenistični vpliv je viden pri uporabi proskenija;
- rimsko gledališče je imelo tudi podij, ki bil včasih podprt s stebri prednje skene;
- skena prvotno ni bila del same stavbe, zgrajena je bila le za pridobivanje izkušenj igralcev. Sčasoma je postala del zgradbe same, izdelana je bila iz betona;
- gledališče je bilo razdeljeno na oder (orkestra) in dela za sedenje (avditorij) ali cavea;
- vomitorium, vhodi in izhodi, so bili namenjeni javnosti. [2]

V avditoriju so se ljudje zbirali in je bil včasih zgrajen na hribčku ali pobočju, na katero so zložili sedeže, tako kot je bilo v grškem gledališču. Osrednji del avditorija je bil izdolben v hrib ali pobočje, medtem ko so zunanji polkrožni sedeži zahtevali strukturno podporo in trdne oporne zidove. 
Vsa gledališča, zgrajena v Rimu, so bila umetna, brez uporabe zemeljskih del. Avditorij ni bil pokrit. Namestili so platnene strehe (vela) in s tem zagotovili zavetje pred dežjem in sončno pripeko. 
Nekaj rimskih gledališč, ki so bila izdelana iz lesa, so po festivalu podrli zaradi moratorija na stalne gledališke strukture do leta 55 pred našim štetjem, ko je bilo zgrajeno gledališče Pompej z dodanim templjem, s čimer so se izognili zakonu. Nekatera rimska gledališča kažejo znake, da nikoli niso bila takoj dokončno zgrajena. 
V Rimu je nekaj gledališč preživelo stoletja po svoji dograditvi in tako je nekaj dokazov o posebnih gledališčih. Aravzion, gledališče v današnjem Orangeu v Franciji, je dober primer klasičnega rimskega gledališča s pomaknjeno prednjo sceno, ki spominja na zahodnorimske gledališke oblike, manjka le več okrasnih elementov. Obnovljen Aravzion še danes s svojo čudovito strukturno akustiko kaže, da je čudo rimske arhitekture.

## Seznam rimskih gledališč v današnjih krajih
Seznam ni popoln. Lokacije gledališč brez nadaljnjih informacij o mestu samem so omejene.

### Bolgarija
- Plovdiv (starodavni Filipopolis), še v uporabi
- Sofija (starodavni Serdiko)
- Stara Zagora (starodavno gledališče Avgusta Trajana), še v uporabi

### Hrvaška
- Pulj

### Egipt
- Aleksandrija

### Francija
- Arles – na seznamu Unescove svetovne dediščine skupaj z drugimi rimskimi zgradbami v mestu
- Autun
- Lyon, starodavno rimsko gledališče Fourvière
- Lillebonne v Normandiji
- Orange, starodavno gledališče (Théâtre Antique d'Orange) je na Unescovem seznamu svetovne dediščine skupaj z drugimi rimskimi zgradbami v mestu
- Vienne, Isère

### Nemčija
- Mainz, Theatrum Mogontiacensium (Mogontiacum)

### Grčija
- Atene, Rimsko gledališče Heroda Atiškega (Herodeon)

### Italija
- Aosta
- Benevento
- Fiesole
- Cividate Camuno
- Brescia – na seznamu Unescove svetovne dediščine skupaj z drugimi rimskimi zgradbami v mestu
- Falerone
- Ferento
- Florentia (Firence)
- Milano
- Pompeji
- Marcellov amfiteater v Rimu
- Rimsko gledališče Pompej v Rimu
- Ostia Antica
- Suasa
- Spoleto
- Taormina, Sicilija (antično gledališče )
- Teramo
- Trst
- Torino
- Arheološki park Urbs Salvia, Urbisaglia
- Verona

### Izrael
- Cezarjeva maritima
- Scitopolis (Beit Še'an)
- Elevferopolis (Beit Guvrin)
- Sebaste (Samarija)
- Neapolis (Nablus)
- Hamat Gader
- Seforis (Cipori)
- Tiberias
- Hipos
- Šuni (Binjamina)

### Jordanija
- Filadelfija (Aman)
- Abila (Dekapolis)
- Gadara
- Džeraš
- Pella
- Petra

### Libija
- Leptis Magna
- Sabrata

### Luksemburg
- Dalheim Ricciacum

### Makedonija
- Herakleja Linkestis, Bitola
- Skupi, Skopje
- Stobi, Gradsko
- Lihnidos, Ohrid

### Portugalska
- Olisipo (Lizbona)

### Španija
- Rimsko gledališče  Acinipo
- Baelo Claudia
- Rimsko gledališče  Baetulo
- Rimsko gledališče  Cezarja Avgusta (Zaragoza)
- Rimsko gledališče  Kartagina
- Rimsko gledališče  Clunia Sulpicia
- Rimsko gledališče  Corduba (Córdoba, Španija)
- Rimsko gledališče  Emerita Avgusta (Mérida)
- Rimsko gledališče  Gades (Cádiz)
- Rimsko gledališče  Itálica
- Rimsko gledališče  Malaca (Málaga)
- Rimsko gledališče  Medellín
- Rimsko gledališče  Pollentia (Mallorca, Alcúdia)
- Rimsko gledališče  Regina Turdulorum www.reginaturdulorum.com
- Rimsko gledališče  Sagunto
- Rimsko gledališče  Segobriga
- Rimsko gledališče  Tarraco

### Švica
- Rimsko gledališče Avgusta Ravrica
- Rimsko gledališče Aventikum
- Lenzburg

### Sirija
- Rimsko gledališče  Apameja
- Rimsko gledališče  Bosra
- Dura-Evropos[5]
- Rimsko gledališče Palmira
- Šaba
- Džabala

### Tunizija
- Douga

### Turčija
- Ankira
- Afrodizija (predrimski original)
- Arikanda
- Aspendos
- Kavnus
- Efez
- Eritraj
- Evramos
- Halikarnas
- Hierapolis
- Knidos (predrimski original)
- Laodikeja, Likija
- Milet
- Mira
- Nisa
- Patara
- Pergamon
- Perga
- Faselis
- Fokeja
- Sagalasos (predrimski original?)
- Selge
- Side

- Termessos (predrimski original)
- Vize

### Velika Britanija
- Camulodunum (danes Colchester)[6]
- Verulamium (danes St. Albans)[7]